# Cyclophora
Cyclophora is een geslacht van vlinders uit de familie spanners (Geometridae) en de onderfamilie Sterrhinae.

## Soorten
- C. acutaria Walker, 1862
- C. albiocellaria (Hübner, 1789)
- C. albipunctata (Hufnagel, 1767) - berkenoogspanner
- C. anaisaria Schaus, 1901
- C. angeronaria Warren, 1895
- C. annularia (Fabricius, 1775) - nekspindertje
- C. annulata Schultze
- C. ariadne Reisser, 1939
- C. arthura Schaus, 1901
- C. azorensis (Prout, 1920)
- C. benjamini Prout, 1936
- C. carolina Jones, 1921
- C. coecaria Herrich-Schäffer, 1870
- C. culicaria Guenée, 1857
- C. dataria Hulst, 1887
- C. delaeveri Berger, 1949
- C. dewitzi (Prout, 1920)
- C. diplosticta (Prout, 1918)
- C. dyschroa Prout, 1918
- C. funginaria Guenée, 1858
- C. hirtifemur (Prout, 1932)
- C. hyponoea (Prout, 1935)
- C. imperialis (Berio, 1937)
- C. impudens Warren, 1904
- C. inaequalis (Warren, 1902)
- C. landanata (Mabille, 1898)
- C. lennigiaria Fuchs, 1883
- C. leonaria (Walker, 1861)
- C. linearia (Hübner, 1799) - gele oogspanner
- C. lutearia (Dewitz, 1881)
- C. lyciscaria (Guenée, 1857)
- C. maderensis (Bethune-Baker, 1891)
- C. metamorpha (Prout, 1925)
- C. misella (Prout, 1932)
- C. mossi Prout, 1936

- C. myrtaria Guenée, 1858
- C. nanaria Walker, 1861
- C. orboculata (Prout, 1922)
- C. packardi Prout, 1936
- C. paratropa (Prout, 1920)
- C. pendularia (Clerck, 1759) - gemarmerde oogspanner
- C. pendulinaria Guenée, 1858
- C. poeciloptera (Prout, 1920)
- C. porata Linnaeus, 1767 - eikenoogspanner
- C. punctaria Linnaeus, 1758 - gestippelde oogspanner
- C. puppillaria (Hübner, 1799) - oranjerode oogspanner
- C. quercimontaria (Bastelberger, 1897) - bruine oogspanner
- C. ruficiliaria (Herrich-Schäffer, 1855) - geelbruine oogspanner
- C. sanguinata (Warren, 1904)
- C. semirosea Butler, 1882
- C. serveti Redondo & Gaston, 1999
- C. stella Butler, 1881
- C. sublunata (Swinhoe, 1904)
- C. subsimilis Warren, 1900
- C. suppunctaria (Zeller, 1847)
- C. sympathica Alphéraky, 1883
- C. umbrata Butler, 1882
- C. unocula (Warren, 1897)